# Bernardo
Bernardo, właśc. Bernardo Fernandes da Silva (ur. 20 kwietnia 1965 w São Paulo) – brazylijski piłkarz, występujący podczas kariery na pozycji pomocnika.

## Kariera klubowa
Karierę piłkarską Bernardo rozpoczął w klubie Francanie w 1983. Po grze w Marílii w 1985 przeszedł do São Paulo FC. W lidze brazylijskiej zadebiutował 30 sierpnia 1985 w wygranym 1-0 meczu z Coritibą. Z Sampą dwukrotnie zdobył mistrzostwo Brazylii w 1986 i 1991 dwukrotnie mistrzostwo stanu São Paulo – Campeonato Paulista w 1987 i 1989. Łącznie w barwach Sampy rozegrał 236 meczów, w których strzelił 16 bramek. W 1991 wyjechał do Niemiec Bayernu Monachium.
W Bundeslidze zadebiutował 3 sierpnia 1991 w zremisowanym 1-1 meczu z Werderem Brema zastępując w 76 min. Christiana Ziege. W Bayernie nie zdołał wywalczyć miejsca w składzie i po rozegraniu 4 meczów w Bundeslidze powrócił do ojczyzny, gdzie został zawodnikiem Santosu FC. W 1992 Bernardo wyjechał do Meksyku, gdzie został zawodnikiem stołecznego Club América.
Po jednym sezonie powrócił do Brazylii zostając zawodnikiem CR Vasco da Gama. W 1994 przeszedł do SC Internacional, z którym zdobył mistrzostwo stanu Rio Grande do Sul – Campeonato Gaúcho. W latach 1995–1996 Bernardo występował w SC Corinthians Paulista. Z Corinthians zdobył Copa do Brasil oraz mistrzostwo stanowe w 1995. W 1995 Bernardo miał krótki epizod w Japonii. W Kraju Kwitnącej Wiśni występował w Cerezo Osaka. Ostatnim klubem w karierze Bernardo było Athletico Paranaense.
W barwach Atlético 19 października 1997 w zremisowanym 1-1 meczu z Santosem Bernardo wystąpił po raz ostatni w lidze brazylijskiej. Ogółem w latach 1986–1997 wystąpił w lidze w 148 meczach, w których strzelił 6 bramek.

## Kariera reprezentacyjna
W reprezentacji Brazylii Bernardo zadebiutował 12 kwietnia 1989 w wygranym 2-0 towarzyskim meczu z reprezentacją Paragwaju. Ostatni raz w reprezentacji Bernardo wystąpił 22 czerwca 1989 w zremisowanym 0-0 towarzyskim meczu z AC Milan.
| Mecze i gole w reprezentacji | Mecze i gole w reprezentacji | Mecze i gole w reprezentacji | Mecze i gole w reprezentacji | Mecze i gole w reprezentacji | Mecze i gole w reprezentacji | Mecze i gole w reprezentacji |
| #                            | Data                         | Miasto                       | Przeciwnik                   | Gol                          | Wynik                        | Rozgrywki                    |
| ---------------------------- | ---------------------------- | ---------------------------- | ---------------------------- | ---------------------------- | ---------------------------- | ---------------------------- |
| 1.                           | 12.04.1989                   | Teresina                     | Paragwaj                     |                              | 2:0                          | towarzyski                   |
| 2.                           | 24.05.1989                   | Lima                         | Peru                         |                              | 1:1                          | towarzyski                   |
| 3.                           | 08.06.1989                   | Rio de Janeiro               | Portugalia                   |                              | 4:0                          | towarzyski                   |
| 4.                           | 16.06.1989                   | Kopenhaga                    | Szwecja                      |                              | 1:2                          | Turniej Duński               |
| 5.                           | 18.06.1989                   | Kopenhaga                    | Dania                        |                              | 0:4                          | Turniej Duński               |
| N1.                          | 22.06.1989                   | Monza                        | AC Milan                     |                              | 0:0                          | towarzyski                   |